# 공소사실
공소사실(公訴事實)은 공소장에 기재된 구체적 범죄사실 및 심판의 대상으로 공소장에 범죄의 특별구성요건을 적시하여 검사가 심판을 청구하는 범죄사실을 뜻하는 단어이다. 공소사실의 기재는 범죄의 일시, 장소와 방법을 명시하여 사실을 특정할 수 있도록 하여야 한다(형사소송법 제254조 제1항.). 특정의 정도는 다른 공소사실과 구별할 수 있는 즉, 공소사실의 동일성을 인정할 수 있는 정도면 가능하다. 공소사실을 특정하는 것은 심판의 대상을 명확히 하여 피고인의 방어권 행사를 보호하기 위함이다. 공소사실의 특정은 공소제기의 유효요건이므로 공소사실이 특정하지 않은 공소제기는 무효가 된다. 현행 형사소송법에서는 공소사실 내용의 변경을 인정하고 있다. 여기서 검사는 법원의 허가를 얻어 공소장에 기재한 공조사실 또는 적용법조의 추가, 철회 또는 변경을 할 수 있다. 이 경우 법원은 공소사실의 동일성을 해하지 아니하는 한도 내에서 허가하여야 한다고 규정하고 있다(형사소송법 제298조 제1항.).